# Chambre belge des experts en bande dessinée
La Chambre belge des experts en bande dessinée (CBEBD) est un regroupement de spécialistes en bandes dessinées ayant pour but de faire la promotion de la bande dessinée.

## Membres
La CBEBD compte une quarantaine de membres effectifs : 
- libraires et bouquinistes spécialisés ;
- collectionneurs, chroniqueurs, journalistes et éditeurs.

La CBEBD attribue aussi le titre de membre d’honneur à des personnalités ayant particulièrement œuvré pour la reconnaissance du Neuvième Art, tels que l’éditeur Charles Dupuis ou Guy Dessicy et Michel Leloup du Centre belge de la bande dessinée.

## Historique
En 1981, la Chambre Belge des Experts en Bande Dessinée est fondée par Michel Deligne, André Leborgne, Robert Demeyer, Georges Coune et Serge Algoet.
À partir de 1984, la CEBD attribue chaque année des prix destinés à encourager les auteurs et à stimuler la bande dessinée belge. 
En 1985, la CEBD se constitue en Association sans but lucratif et ouvre un service d’expertise permettant la valorisation des collections particulières. Elle participe par ailleurs à l’édition d’ouvrages de référence (Argus des Planches Originales de BD, guides des cotes officielles, etc.).
En 1991, à l’occasion de son dixième anniversaire, elle attribue une médaille commémorative à tous les auteurs belges ou étrangers travaillant pour des éditeurs belges francophones dont une nouveauté a dépassé en ventes réelles les 50 000 et 100 000 exemplaires en 1991.

## Prix
Le prix du géant de la bande dessinée, récompense un auteur pour l'ensemble de son œuvre.
Le Crayon d'Or de Bruxelles est un prix attribué à un grand auteur ayant fait carrière dans la capitale belge.
En 1995, la CBEBD remet à Marc Sleen le prix de la meilleure bande dessinée de 1994 pour sa trilogie How.
En 2005, la CBEBD attribue ses derniers prix, André Leborgne demandant à l’ASBL 9emeArt+ de perpétuer les Prix Saint-Michel à l'occasion du lancement du festival de la BD de Bruxelles-Capitale en 2008.
| Année | Géant de la BD                         | Crayon d’Or             | Meilleur dessin                                                           | Meilleur Scénario                                                                                 | Jeunesse                 | Avenir / Espoir | Critique BD                                                                     | Information BD                                                                         | Divers |
| ----- | -------------------------------------- | ----------------------- | ------------------------------------------------------------------------- | ------------------------------------------------------------------------------------------------- | ------------------------ | --- | ------------------------------------------------------------------------------- | -------------------------------------------------------------------------------------- | --- |
| 1984  | Marcel Moniquet pour Jean des Flandres |                         | Jean Pleyers pour Jhen tome 4 Barbe-bleue (Casterman)                     | Jan Bucquoy pour Alain Moreau tome 2 Détective                                                    |                          | Frank Pé et Bom pour Broussaille tome 1 Les Baleines publiques (Dupuis)                                                                                         |                                                                                 |                                                                                        | Prix du génie : Daniel Goossens pour Laisse autant le vent emporter tout. Prix du génie pour la meilleure histoire courte non éditée en album : Fremond. Prix du grand public : Grzegorz Rosiński et Jean Van Hamme pour Thorgal tome 9 Les Archers. |
| 1985  | Francois Craenhals                     | Dino Attanasio          | Andreas pour La Caverne du Souvenir (Lombard)                             | Jean Van Hamme pour Thorgal tome 9 Les Archers                                                    |                          | Al Severin pour Gratin (Éditions Michel Deligne) |                                                                                 |                                                                                        | |
| 1986  | Will                                   | Tibet                   | Yslaire pour Sambre tome 1 Plus ne m'est rien (Glénat)                    | Jean-Claude Smit et Terence pour Aryanne                                                          |                          | Eric Maltaite pour 421 (Dupuis) |                                                                                 |                                                                                        | |
| 1987  | Rob-Vel (créateur de Spirou)           | Bob De Moor             | Grzegorz Rosiński pour Le Grand Pouvoir du Chninkel (Casterman)           | Tome pour Spirou et Fantasio tome 39 Spirou à New York                                            |                          | Johan De Moor pour Gaspard de la Nuit tome 1 De l'autre côté du masque (Casterman)                                                                              | Robert Rouyet, du journal Le Soir                                               | Claire Fiévez (RTBF Charleroi) pour sa série de télévision Trait pour trait            | |
| 1988  | Sirius                                 | Liliane et Fred Funcken | René Follet pour Les Enquêtes d'Edmund Bell (Lefrancq)                    | Serge Algoet pour Front de l’Est (Ansaldi)                                                        |                          | Yves Swolfs pour Dampierre (Glénat) |                                                                                 |                                                                                        | |
| 1989  | Lambil                                 | Fernand Cheneval        | Franz pour Mémoires d’un 38 (Humanoïdes Associés)                         | Dominique David pour La Dame d’épées (Dupuis)                                                     |                          | Stéphan Colman pour Billy the Cat (Dupuis) |                                                                                 |                                                                                        | |
| 1990  | Jidéhem                                | Peyo                    | Philippe Francq pour Largo Winch tome 1 L'héritier (Dupuis)               | Stephen Desberg pour La 27e lettre (Dupuis)                                                       |                          | Philippe Foerster pour Starbuck tome 2 Le cimetière des baleines (Dupuis)                                                                                       |                                                                                 | Hugues Dayez, pour ses informations bande dessinée à la radio et à la télévision belge | Prix spécial pour l'album le plus « Belge » de l'année attribué à Louis-Michel Carpentier et Raoul Cauvin pour Du côté de chez Poje tome 1 Crédit est mort                                                                                           |
| 1991  | Michel Greg                            | Raymond Reding          | Philippe Berthet pour Sur la route de Selma (Dupuis)                      | Ex æquo Raives pour L'Innocente et Yves Swolfs pour Durango tome 10 La proie des chacals          |                          | Olivier Grenson pour Carland Cross tome 1 Le Golem (Lefrancq)                                                                                                   | Frédéric Soumois qui publie dans Espaces de liberté                             |                                                                                        | |
| 1992  | François Walthéry                      | Jacques Laudy           | Hermann pour Jeremiah (Dupuis)                                            | Non attribué                                                                                      |                          | Olivier Saive pour Chaminou tome 1 La peur du loup (Marsu Productions)                                                                                          |                                                                                 |                                                                                        | |
| 1993  | MiTacq                                 | Eddy Paape              | Bruno Gazzotti pour Soda tome 5 Fureur chez les saints (Dupuis)           | Mythic pour Rubine tome 1 Les Mémoires troubles (Lombard)                                         |                          | Philippe Wurm pour Maigret tome 2, Maigret tend un piège |                                                                                 |                                                                                        | |
| 1994  | Raymond Macherot                       | Jean Graton             | Frank Pé Zoo tome 1 (Dupuis)                                              | Ex æquo Bom pour Gil Sinclair tome 4 Le murmure de Berlin (Lombard) et Yann pour Pin-Up (Dargaud) |                          | Éric Loutte pour Biggles tome 5, Le vol du Wallenstein (Lefrancq)                                                                                               |                                                                                 |                                                                                        | |
| 1995  | André-Paul Duchâteau                   | Louis-Michel Carpentier | Griffo pour Monsieur Noir (Dupuis)                                        | Raoul Cauvin pour Les Tuniques Bleues tome 37 Duel dans la Manche (Dupuis)                        |                          | Ex æquo Sergio Salma pour Nathalie tome 5 Y a un monde fou (Casterman) et Bruno Di Sano pour Innocence tome 5 Aux innocents les mains pleines (P&T Productions) |                                                                                 |                                                                                        | |
| 1996  | Jean Roba                              | Henri Vernes            | Olivier Grenson pour Carland Cross tome 6 La Goule de Shadwell (Lefrancq) | Jean Van Hamme pour Les Maîtres de l'orge (Glénat)                                                |                          | |                                                                                 |                                                                                        | |
| 1997  | Dany                                   |                         | Martin Jamar pour Les Voleurs d'Empires                                   | Michel Oleffe pour la série Carland Cross (Lefrancq)                                              |                          | Youri Jigounov pour Alpha tome 2 Le clan Bogdanov (Lombard) |                                                                                 |                                                                                        | |
| 1998  | Jacques Martin et Morris               | André Geerts            | Éric Warnauts & Raives pour Les suites vénitiennes (Casterman)            | non attribué                                                                                      |                          | Clarke pour Mélusine (Dupuis) |                                                                                 |                                                                                        | |
| 1999  | François Schuiten et Benoît Peeters    | Turk et Bob de Groot    | Laurent Verron pour Les Exploits d’Odilon Verjus tome 4 Adolf (Lombard)   | Hermann pour On a tué Wild Bill (Dupuis)                                                          |                          | Non attribué |                                                                                 |                                                                                        | |
| 2000  | Marc Wasterlain                        | Kiko                    | Jean-Philippe Stassen pour Deo Gratias (Dupuis)                           |                                                                                                   |                          | Bruno Marchand pour Little Nemo tome 3 La route des Icebergs (Casterman)                                                                                        |                                                                                 |                                                                                        | |
| 2001  | Eddy Paape                             | Jean-François Charles   | Philippe Delaby pour Murena (Dargaud)                                     | Denis Lapière pour Un peu de Fumée bleue... (Dupuis)                                              | Sergio Salma pour Surimi | Thierry Cayman et Patrick Delperdange pour S.T.A.R. (Casterman)                                                                                                 |                                                                                 | Philippe Goddin                                                                        | Prix de l'humour pour Philippe Geluck |
| 2002  | Marc Sleen                             | Édouard Aidans          | René Follet pour Terreur tome1 (Lombard)                                  | Jean Dufaux pour Murena (Dargaud)                                                                 |                          | Vincent Henin pour Les Voyages d'Alix tome 14 Jérusalem (Casterman)                                                                                             |                                                                                 |                                                                                        | |
| 2003  | Willy Lambil                           | Jo-El Azara             | Kas pour Halloween Blues tome 1 Prémonitions' (Lombard)                   | Yves Swolfs pour James Healer tome 1 Canden Rock (Lombard}                                        |                          | Olivier Pâques pour Loïs ( Casterman ) |                                                                                 |                                                                                        | |
| 2004  | Gérald Forton                          | Mazel                   | André Taymans pour Assassine (Casterman)                                  | Mythic pour Halloween Blues tome 1 Prémonitions ( Lombard )                                       |                          | Benoît Ers et Vincent Dugomier pour Les Démons d'Alexia tome 1 l’Héritage (Dupuis)                                                                              |                                                                                 | Hop! et Le Collectionneur de bandes dessinées                                          | |
| 2005  |                                        |                         | Denis Bodart pour Green Manor tome 3 Fantaisies meurtrières (Dupuis)      | Ferry pour Le gardien de la lance ( Glénat )                                                      |                          | Yves Plateau pour Les voyages de Jhen tome 1 Les Baux de Provence (Casterman)                                                                                   |                                                                                 |                                                                                        | |
| 2006  | Édouard Aidans                         | Christian Denayer       |                                                                           | Yves Sente pour La Vengeance du Comte Skarbek (Dargaud)                                           |                          | | Erwin Dejasse et Philippe Capart pour Morris, Franquin, Peyo et le dessin animé | Jean-Jacques Procureur pour Portrait de BD                                             | |